# Zemský okres Heilbronn
Zemský okres Heilbronn (německy Landkreis Heilbronn) je zemský okres na severu spolkové země Bádensko-Württembersko v Německu. Tento okres sousedí (ze severu ve směru hodinových ručiček) s okresy Neckar-Odenwald, Hohenlohe, Schwäbisch Hall, Rems-Murr, Ludwigsburg, Enz, Karlsruhe a Rýn-Neckar. Sídlem správy Zemského okresu Heilbronn je velkoměsto Heilbronn, které je jako městský okres nezávislé.

## Geografie
Hlavní řekou v okrese Heilbronn je řeka Neckar, která tudy protéká z jihu na sever. Západní část okresu patří zemským celkům Kraichgau, východní Hohenloher Ebene, Kocher-Jagst-Ebene a Löwensteiner Berge.

## Obyvatelstvo
Vývoj počtu obyvatel okresu Heilbronn od roku 1973:
| Rok               | Obyvatele |
| ----------------- | --------- |
| 31. prosinec 1973 | 236 300   |
| 31. prosinec 1975 | 232 151   |
| 31. prosinec 1980 | 244 633   |
| 31. prosinec 1985 | 250 146   |
| 27. květen 1987   | 252 458   |

| Rok               | Obyvatele |
| ----------------- | --------- |
| 31. prosinec 1990 | 272 357   |
| 31. prosinec 1995 | 303 513   |
| 31. prosinec 2000 | 320 955   |
| 31. prosinec 2005 | 329 503   |
| 30. červen 2006   | 330 021   |
| 31. prosinec 2013 | 326 035   |

## Města a obce
| Města | Obce |
| --- | --- |
| 1. Bad Friedrichshall 2. Bad Rappenau 3. Bad Wimpfen 4. Beilstein 5. Brackenheim 6. Eppingen 7. Güglingen 8. Gundelsheim 9. Lauffen 10. Löwenstein 11. Möckmühl 12. Neckarsulm 13. Neudenau 14. Neuenstadt am Kocher 15. Schwaigern 16. Weinsberg 17. Widdern | 1. Abstatt 2. Cleebronn 3. Eberstadt 4. Ellhofen 5. Erlenbach 6. Flein 7. Gemmingen 8. Hardthausen (Kocher) 9. Ilsfeld 10. Ittlingen 11. Jagsthausen 12. Kirchardt 13. Langenbrettach 14. Lehrensteinsfeld 15. Leingarten 16. Massenbachhausen 17. Neckarwestheim 18. Nordheim 19. Obersulm 20. Oedheim 21. Offenau 22. Olnhausen 23. Pfaffenhofen 24. Roigheim 25. Siegelsbach 26. Talheim 27. Untereisesheim 28. Untergruppenbach 29. Wüstenrot 30. Zaberfeld |